# Dioctowittus
Dioctowittus ist eine Gattung der Fadenwürmer, die in der Körperhöhle von Reptilien parasitieren. Es ist die einzige Gattung in der Unterfamilie Dioctowittinae. Typisches Merkmal sind die mehrkernigen Ösophagusdrüsen (Stichozyten).

## Systematik
Die Gattung enthält eine Tribus (Dioctowittini) mit einer Untertribus (Dioctowittinii) und vier Arten:
- Dioctowittus chabaudi Bain & Ghadirian, 1967
- Dioctowittus denisoniae Jones, 1978
- Dioctowittus hughjonesi Mulder & Smales, 2006
- Dioctowittus wittei Chabaud & Le Van Hoa, 1960